# Lachnum eriophoricola
Lachnum eriophoricola är en svampart som tillhör divisionen sporsäcksvampar, och som beskrevs av John Axel Nannfeldt. Lachnum eriophoricola ingår i släktet Lachnum, och familjen Hyaloscyphaceae. Arten är reproducerande i Sverige.